# GJ 504 b
GJ 504 b és un exoplanetagegant gasós en el sistema del jove anàleg solar 59 Virginis (GJ 504), descobert per observació directa utilitzant el telescopi Subaru dels Observatoris de Mauna Kea, a Hawaii, per Kuzuhara et al. i anunciat el 2013. Visualment, s'estima que GJ 504 b tindria un color magenta.

## Història de l'observació
Les imatges del descobriment van ser preses entre 2011 i 2012 com a part del projecte d'Exploració Estratègica d'Exoplanetes i Discos amb Subaru (SEEDS). El SEEDS té com a objectiu detectar i caracteritzar planetes gegants i discos circumestel·lars utilitzant el telescopi Subaru, de 8,2 metres de diàmetre. El febrer de 2013 Kuzuhara et al. va presentar el descobriment a The Astrophysical Journal, que va ser acceptat per a l'anunciament al juliol i publicat a l'arxiu preimprès ArXiv.

## Propietats
El tipus espectral d'aquest planeta és entre T i Y; la seva temperatura efectiva és 510+30−20 K, molt més fred que altres exoplanetes observats anteriorment amb un origen planetari clar. La seva massa és 4,0+4,5−1,0 MJ. També és un dels planetes extrasolars més vells observats directament, amb una edat d'entre 100 i 500 milions d'anys. La separació angular del planeta envers la seva estrella és d'uns 2,5 segons d'arc, corresponent a una separació projectada de 43,5 ua. GJ 504 b gira al voltant de la seva estrella prop de nou vegades la distància de la que Júpiter ho fa del Sol, el que planteja un desafiament a les idees teòriques de com es formen els planetes gegants.